# 星球大战系列小说列表
这个列表列出了迄今为止已经或计划出版的所有星球大战系列小说名称，这些小说内容原本都属于官方设定，是星球大战故事重要组成部分。但2012年迪士尼收購盧卡斯影業後，在2014年4月25日正式宣布之前出版的所有小說及漫畫等衍生作品不再具有正史地位，現今這些皆被降級為傳說，之後由漫威出版的作品才算正史。
从于1999年上映开始，卢卡斯影业集团将这些小说划归在星战中设定的不同的历史时期内加以分类，每个历史时期有其专属的印在书上的图形标志。由于星战小说至今绝大多数都没有中文版，所有没有正式官方译名的中文名称都为暂译。列表中的图书编排顺序是按照星战情节的时间顺序，与实际出版顺序无关。
括号内的加注意义为：
- （电子书）：仅限于网上出版的电子版短篇小说，或与其他书籍合并出版的短篇小说
- （少儿读物）：面向青少年读者群的小说，篇幅比一般小说要短，内容相对容易理解
- （BBY）和（ABY）：分别指星战设定的雅汶战役之前（Before Battle of Yavin）和雅汶战役之后（After Battle of Yavin），是星战中最常见的年代记录方式

## 旧共和国时期（Old Republic Era）
这一时期设定在雅汶战役前25,000年至前1,000年。

### 达斯·贝恩（Darth Bane）
- （1020BBY）达斯·贝恩：毁灭之路（Darth Bane: the Path of Destruction），作者
- （年代未知）达斯·贝恩：二人之律（Darth Bane: the Rule of Two），作者

## 帝國崛起时期（Rise of the Empire Era）
这一时期设定在雅汶战役前1,000年至0年。

### 绝地的遗产（Legacy of the Jedi）
- (88.5 BBY - 21.5 BBY) 绝地的遗产（Legacy of the Jedi），作者（少儿读物）

### 绝地学徒系列（Jedi Apprentice Series）
- (45 BBY) 升起的原力（The Rising Force），作者（少儿读物）
- (45 BBY) 黑暗的对手（The Dark Rival），作者（少儿读物）
- (44 BBY) 隐藏的过去（The Hidden Past），作者（少儿读物）
- (44 BBY) 皇冠的标记（The Mask of the Crown），作者（少儿读物）
- (44 BBY) 死者的守护（The Defenders of the Dead），作者（少儿读物）
- (44 BBY) 未定的前途（The Uncertain Path），作者（少儿读物）
- (44 BBY) 封禁的神殿（The Captive Temple），作者（少儿读物）
- (44 BBY) 清算的时日（The Day of Reckoning），作者（少儿读物）
- (43 BBY) 真理的战斗（The Fight for the Truth），作者（少儿读物）
- (43 BBY) 破碎的和平（The Shattered Peace），作者（少儿读物）
- (43 BBY) 致命的猎人（The Deadly Hunter），作者（少儿读物）
- (43 BBY) 邪恶的实验（The Evil Experiment），作者（少儿读物）
- (43 BBY) 危险的救援（The Dangerous Rescue），作者（少儿读物）
- (41 BBY) 维系的纽带（The Ties that Bind），作者（少儿读物）
- (41 BBY) 希望的消逝（The Death of Hope），作者（少儿读物）
- (41 BBY) 复仇的召唤（The Call to Vengeance），作者（少儿读物）
- (41 BBY) 唯一的证人（The Only Witness），作者（少儿读物）
- (41 BBY) 潜伏的威胁（The Threat Within），作者（少儿读物）
- (41 BBY - 28 BBY) 特别篇之一：欺骗（Special Edition #1: Deceptions），作者（少儿读物）
- (40 BBY - 28 BBY) 特别篇之二：追随者（Special Edition #2: The Followers），作者（少儿读物）

### 绝地的秘密（Secrets of the Jedi）
- (41 BBY - 22 BBY) 绝地的秘密（Secrets of the Jedi），作者（少儿读物）

### 骗术的斗篷（Cloak of Deception）
- (32.5BBY) 骗术的斗篷（Cloak of Deception），作者

### 達斯·魔（Darth Maul）
- (33BBY) 达斯·魔：破坏者（Darth Maul: Saboteur），作者（电子书）
- (32.5BBY)达斯·魔：影子猎人（Darth Maul: Shadow Hunter），作者

### 星際大戰首部曲：威脅潛伏（Star Wars Episode I: The Phantom Menace）
- (32BBY) 星球大战I：幽灵的威胁（Star Wars Episode I: The Phantom Menace），作者

### 盗贼行星（Rogue Planet）
- (29 BBY) 盗贼行星（Rogue Planet），作者

### 绝地的追寻系列（Jedi Quest Series）
- (28 BBY) 真理途径（Path to Truth），作者（少儿读物）
- (27 BBY) 学徒道路（The Way of the Apprentice），作者（少儿读物）
- (27 BBY) 绝地轨迹（The Trail of the Jedi），作者（少儿读物）
- (27 BBY) 危险游戏（The Dangerous Game），作者（少儿读物）
- (27 BBY) 伪装大师（The Master of Disguise），作者（少儿读物）
- (26 BBY) 可怖学校（The School of Fear），作者（少儿读物）
- (25 BBY) 阴暗陷阱（The Shadow Trap），作者（少儿读物）
- (25 BBY) 真相时刻（The Moment of Truth），作者（少儿读物）
- (24 BBY) 守卫调换（The Changing of the Guard），作者（少儿读物）
- (24 BBY) 虚假和平（The False Peace），作者（少儿读物）
- (24 BBY) 最终摊牌（The Final Showdown），作者（少儿读物）

### 离乡远征计划（The Outbound Flight）
- (27BBY) 离乡远征计划（The Outbound Flight），作者

### 临近的暴风（The Approaching Storm）
- (22.5BBY) 临近的暴风（The Approaching Storm），作者

### 複製人战争（The Clone War）

#### 星際大戰二部曲：複製人全面進攻（Star Wars Episode II: Attack of the Clones）
- (22BBY) 星球大战II：克隆人的进攻（Star Wars Episode II: Attack of the Clones），作者R·A·萨尔瓦多

#### 共和国突击队系列（Republic Commando Series）
- (22BBY) 共和国突击队：艰难联络（Star Wars Republic Commando: Hard Contact），作者
- (21BBY) 共和国突击队：零点坐标（Star Wars Republic Commando: Triple Zero），作者
- (20BBY) 共和国突击队：真实色彩（Star Wars Republic Commando: True Colors），作者
- (19BBY) 共和国突击队：66号密令（Star Wars Republic Commando: Order66），作者，预计于2008年8月出版

#### 波巴·費特系列（Boba Fett Series）
- (22BBY) 波巴·費特：求生的战斗（Boba Fett: The Fight to Survive），作者（少儿读物）
- (22BBY) 波巴·費特：交叉火力（Boba Fett: Crossfire），作者（少儿读物）
- (22BBY) 波巴·費特：骗局的迷宫（Boba Fett: Maze of Deception），作者（少儿读物）
- (22BBY) 波巴·費特：被捕（Boba Fett: Hunted），作者（少儿读物）
- (19.5BBY) 波巴·費特：新的威胁（Boba Fett: A New Threat），作者（少儿读物）
- (19.5BBY) 波巴·費特：追求（Boba Fett: Pursuit），作者（少儿读物）

#### 複製人戰争系列（The Clone War Series）
- (21.5BBY) 破碎点（Shatterpoint），作者
- (21BBY) 赛斯特斯骗局（The Cestus Deception），作者
- (21BBY) 蜂房（The Hive），作者（电子书）
- (20BBY) 医疗之星I：军医（MedStar I: Battle Surgeons），作者
- (20BBY) 医疗之星II：绝地治疗者（MedStar II: Jedi Healer），作者
- (19.5BBY) 绝地试炼（Jedi Trial），作者
- (19.5BBY) 尤达：暗黑会合（Yoda: Dark Rendezvous），作者

### 星際大戰三部曲：西斯大帝的復仇（Star Wars Episode III: Revenge of the Sith）
- (19BBY) 恶之迷宫（Labyrinth of Evil），作者
- (19BBY) 星球大战III：西斯的反击（Star Wars Episode III: Revenge of the Sith），作者
- (19BBY) 黑暗大君：达斯·维达崛起（Dark Lord: The Rise of Darth Vader），作者

### 死星（）
- (19BBY - 0BBY) 死星（Death Star），作者

### 科劳肯的夜（Coruscant Nights）
- (18BBY - 11BBY) 绝地的黄昏（Jedi Twilight），作者，预计2008年6月24日出版
- (18BBY - 11BBY) 明暗的交错（Chiaroscuro），作者，预计2008年9月出版
- (18BBY - 11BBY) 原力的图纹（Patterns of Force），作者，预计2008年11月出版

### 最后的绝地武士系列（The Last of the Jedi Series）
- (18BBY) 最后生还者（The Last One Standing），作者（电子书）
- (18BBY) 绝望任务（The Desperate Mission），作者（少儿读物）
- (18BBY) 黑暗警告（Dark Warning），作者（少儿读物）
- (18BBY) 地下城（Underworld），作者（少儿读物）
- (18BBY) 纳布上的死斗（Death on Naboo），作者（少儿读物）
- (18BBY) 纠缠的网（A Tangled Web），作者（少儿读物）
- (18BBY) 黑暗面重现（Return of the Dark Side），作者（少儿读物）
- (18BBY) 秘密武器（Secret Weapon），作者（少儿读物）
- (18BBY) 对帝国的反抗（Against the Empire），作者（少儿读物）
- (18BBY) 骗术大师（Master of Deception），作者（少儿读物）
- (18BBY) 清算（Reckoning），作者（少儿读物）

### 韓蘇洛三部曲（Han Solo Trilogy）
- (10BBY) 天堂陷阱（The Paradise Snare），作者
- (5BBY - 4BBY) 赫特的策略（The Hutt Gambit），作者
- (3BBY - 0BBY) 反抗的黎明（Rebel Dawn），作者

### 藍道·卡瑞森的冒险（The Adventures of Lando Calrissian）
- (5BBY) 藍道·卡瑞森和沙鲁人的心灵竖琴（Lando Calrissian and the Mindharp of Sharu），作者
- (4BBY) 藍道·卡瑞森和欧桑星的火焰风（Lando Calrissian and the Flamewind of Oseon），作者
- (3BBY) 藍道·卡瑞森和森波卡星云的星洞（Lando Calrissian and the Starcave of ThonBoka），作者

### 韩·索罗的冒险（Han Solo Adventures）
- (2BBY) 韩·索罗在星际尽头（Han Solo at Stars' End），作者
- (2BBY) 韩·索罗的报复（Han Solo's Revenge），作者
- (2BBY) 韩·索罗和失落的遗产（Han Solo and the Lost Legacy），作者

## 反抗军时期（Rebellion Era）
这一时期设定在雅汶战役至其后的五年内。

### 星際大戰四部曲：曙光乍現（Star Wars Episode IV: A New Hope）
- (0BBY) 星球大战：卢克·天行者的冒险（Star Wars: From the Adventures of Luke Skywalker）[6]，作者和乔治·卢卡斯

### 忠诚（）
- (0ABY) 忠诚（Allegiance），作者

### 星球大战星系（Star Wars Galaxies）
- (0ABY - 3ABY) 星球大战星系：丹图因上的遗迹（Star Wars Galaxies: The Ruins of Dantooine），作者

### 心灵之眼的碎片（Splinter of the Mind's Eye）
- (2ABY) 心灵之眼的碎片（Splinter of the Mind's Eye），作者

### 星際大戰五部曲：帝國大反擊（Star Wars Episode V: The Empire Strikes Back）
- (3ABY) 星際大戰五部曲：帝國大反擊（Star Wars Episode V: The Empire Strikes Back），作者

### 帝国的阴影（Shadows of the Empire）
- (3.5ABY) 帝国的阴影（Shadows of the Empire），作者

### 赏金猎人战争系列（The Bounty Hunter Wars Series）
- (4ABY) 曼達洛人的铠甲（The Mandalorian Armor），作者
- (4ABY) 奴隶之船（Slave Ship），作者
- (4ABY) 硬通货（Hard Merchandise），作者

### 星際大戰六部曲：絕地大反攻（Star Wars Episode VI: Return of the Jedi）
- (4ABY) 星際大戰六部曲：絕地大反攻（Star Wars Episode VI: Return of the Jedi），作者

### 巴库拉上的休战（The Truce at Bakura）
- (4ABY) 巴库拉上的休战（The Truce at Bakura），作者

### 卢克·天行者和闵多的阴影（Luke Skywalker and the Shadows of Mindor）
- （年代未知）卢克·天行者和闵多的阴影（Luke Skywalker and the Shadows of Mindor），作者，预计2008年10月出版

## 新共和时期（New Republic Era）
这一时期设定在雅汶战役后5年至25年

### X翼戰機系列（X-wing Series）
- (6.5ABY - 7.5ABY) 侠盗中队（Rogue Squadron），作者
- (6.5ABY - 7.5ABY) 威奇的赌博（Wedge's Gamble），作者
- (6.5ABY - 7.5ABY) 科瑞托斯圈套（Krytos Trap），作者
- (6.5ABY - 7.5ABY) 巴克他战争（The Bacta War），作者
- (6.5ABY - 7.5ABY) 幽灵中队（Wraith Squadron），作者
- (6.5ABY - 7.5ABY) 铁拳（Iron Fist），作者
- (6.5ABY - 7.5ABY) 指挥官索罗（Solo Command），作者
- (9ABY) 伊萨德的报复（Isard's Revenge），作者
- (12ABY - 13ABY) 阿杜玛的星际战斗机（Starfighters of Adumar），作者

### 向莉亚公主求婚（The Courtship of Princess Leia）
- (8ABY) 向莉亚公主求婚（The Courtship of Princess Leia），作者

### 离别在丛林（A Forest Apart）
- (8ABY) 离别在丛林（A Forest Apart），作者（电子书）

### 塔图因的幽灵（Tatooine Ghost）
- (8ABY) 塔图因的幽灵（Tatooine Ghost），作者

### 索龙三部曲（The Thrawn Trilogy）
- (9ABY) 帝国传承（Heir to the Empire），作者
台灣譯本--『星際大戰 1：帝國傳承』，譯者：朱學恆，出版社：奇幻基地，出版日期：2003/04/21
- (9ABY) 黑暗力量兴起（Dark Force Rising），作者
台灣譯本--『星際大戰 2：黑潮洶湧』，譯者：朱學恆，出版社：奇幻基地，出版日期：2003/06/15
- (9ABY) 最后指令（The Last Command），作者
台灣譯本--『星際大戰 3：最終指令』，譯者：朱學恆，出版社：奇幻基地，出版日期：2003/12/27

### 绝地学院三部曲（The Jedi Academy Trilogy）
- (11ABY) 绝地搜寻（Jedi Search），作者
- (11ABY) 黑暗学徒（Dark Apprentice），作者
- (11ABY) 原力胜利者（Champions of the Force），作者

### 我，绝地（I, Jedi）
- (11ABY) 我，绝地（I, Jedi），作者

### 卡丽斯塔三部曲（Callista Trilogy）
- (12ABY - 13ABY) 绝地之子（Children of the Jedi），作者
- (12ABY - 13ABY) 暗剑（Darksaber），作者
- (12ABY - 13ABY) 黄昏之星（Planet of Twilight），作者

### 水晶之星（The Crystal Star）
- (14ABY)  水晶之星（The Crystal Star），作者

### 黑色舰队危机三部曲（The Black Fleet Crisis Trilogy）
- (16ABY - 17ABY) 暴风前夕（Before the Storm），作者
- (16ABY - 17ABY) 谎言之盾（Shield of Lies），作者
- (16ABY - 17ABY) 暴君的测试（Tyrant's Test），作者

### 新的反抗（The New Rebellion）
- (17ABY) 新的反抗（The New Rebellion），作者

### 柯尔里亚人三部曲（The Corellian Trilogy）
- (18ABY) 科尔里亚的伏击（Ambush at Corellia），作者
- (18ABY) 赛罗尼亚的突袭（Assault at Selonia），作者
- (18ABY) 中心点的摊牌（Showdown at Centerpoint），作者

### 索龙之手二部曲（The Hand of Thrawn Duology）
- (19ABY) 过去的幽灵（Specter of the Past），作者
台灣譯本--『星際大戰4－昔日幽魂』，譯者：段宗忱，出版社：奇幻基地，出版日期：2004/12/10
- (19ABY) 未来的光景（Vision of the Future），作者
台灣譯本--『星際大戰5－未來之光』（分為上下兩冊），譯者：段宗忱，出版社：奇幻基地，出版日期：2005/01/31

### 生还者的寻求（Survivor's Quest）
- (22ABY) 笨蛋的廉价品（Fool's Bargain），作者（电子书）
- (22ABY) 生还者的寻求（Survivor's Quest），作者

### 幼年绝地武士系列（Junior Jedi Knights Series）
- (22ABY) 金球（The Golden Globe），作者（少儿读物）
- (22ABY) 莉瑞可的世界（Lyric's World），作者（少儿读物）
- (22ABY) 约定（Promises），作者（少儿读物）
- (22ABY) 安纳金的寻求（Anakin's Quest），作者（少儿读物）
- (22ABY) 维达的要塞（Vader's Fortress），作者（少儿读物）
- (22ABY) 克诺比的剑（Kenobi's Blade），作者（少儿读物）

### 少年绝地武士系列（Young Jedi Knights Series）
- (23ABY - 24ABY) 原力继承者（Heirs to the Force），作者（少儿读物）
- (23ABY - 24ABY) 影子学院（The Shadow Academy），作者（少儿读物）
- (23ABY - 24ABY) 迷失的人（The Lost Ones），作者（少儿读物）
- (23ABY - 24ABY) 光剑（Lightsabers），作者（少儿读物）
- (23ABY - 24ABY) 最黑暗的武士（Darkest Knight），作者（少儿读物）
- (23ABY - 24ABY) 绝地遭遇围攻（Jedi under Siege），作者（少儿读物）
- (23ABY - 24ABY) 阿尔德兰的碎片（Shards of Alderaan），作者（少儿读物）
- (23ABY - 24ABY) 分歧的同盟（Diversity Alliance），作者（少儿读物）
- (23ABY - 24ABY) 对伟大的错觉（Delusions of Grandeur），作者（少儿读物）
- (23ABY - 24ABY) 绝地的赏金（Jedi Bounty），作者（少儿读物）
- (23ABY - 24ABY) 皇帝的瘟疫（The Emperor's Plague），作者（少儿读物）
- (23ABY - 24ABY) 返回奥德·曼特尔（Return to Ord Mantell），作者（少儿读物）
- (23ABY - 24ABY) 云城的麻烦（Trouble on Cloud City），作者（少儿读物）
- (23ABY - 24ABY) 水晶礁危机（Crisis at Crystal Reef），作者（少儿读物）

## 新绝地组织时期（New Jedi Order Era）
这一时期设定在雅汶战役后25年至36年

### 波巴·费特：一个实际的人（Boba Fett：A Practical Man）
- (25ABY)波巴·费特：一个实际的人（Boba Fett：A Practical Man），作者（电子书）

### 新绝地组织系列（New Jedi Order Series）
- (25ABY) 首要路径（Vector Prime），作者R·A·萨尔瓦多
- (25ABY) 黑潮I：突击（Dark Tide I: Onslaught），作者
- (25ABY) 黑潮II：毁灭（Dark Tide II: Ruin），作者
- (25ABY) 混沌代理人：英雄的试炼（Agents of Chaos: Hero's Trial），作者
- (25ABY) 混沌代理人：绝地的日食（Agents of Chaos: Jedi Eclipse），作者
- (26ABY) 平衡点（Balance Point），作者
- (26ABY) 复苏（Recovery），作者（电子书）
- (26ABY) 胜利边缘：征服（Edge of Victory: Conquest），作者
- (27ABY) 胜利边缘：重生（Edge of Victory: Rebirth），作者
- (27ABY) 穿越繁星（Star by Star），作者
- (27ABY) 黑暗旅程（Dark Journey），作者
- (27ABY) 深入敌后：叛军之梦（Enemy Lines: Rebel Dream），作者
- (27ABY) 深入敌后：叛军奋起（Enemy Lines: Rebel Stand），作者
- (27ABY) 背叛者（Traitor），作者
- (28ABY) 命运之路（Destiny's Way），作者
- (28ABY) 耶尔西亚星（Ylesia），作者（电子书）
- (28ABY) 原力异教徒：残骸（Force Heretic: Remnant）作者
- (28ABY) 原力异教徒：难民（Force Heretic: Refugee）作者
- (28ABY) 原力异教徒：重聚（Force Heretic: Reunion）作者
- (28ABY) 最后的预言（The Final Prophecy），作者
- (29ABY) 统一原力（The Unifying Force），作者

### 黑巢系列（Dark Nest Series）
- (35ABY) 加入者国王（The Joiner King），作者
- (36ABY) 不可见的皇后（The Unseen Queen），作者
- (36ABY) 蜂群战争（The Swarm War），作者

## 遗产时期（Legacy Era）
这一时期设定在雅汶战役40年后

### 原力的遗产系列（Legacy of the Force Series）
- (40ABY) 背叛（Betrayal），作者
- (40ABY) 血统（Bloodlines），作者
- (40ABY) 暴风（Tempest），作者
- (40ABY) 流亡（Exile），作者
- (40ABY) 牺牲（Sacrifice），作者
- (40ABY) 地狱（Inferno），作者
- (40ABY) 愤怒（Fury），作者
- (40ABY) 揭露（Revelation），作者
- (40ABY) 无敌（Invincible），作者

### 千年鷹（Millennium Falcon）
- (42ABY) 千年隼（Millennium Falcon），作者